# Dsoraglukh
Dsoraglukh ou Dzoraglukh (en arménien Ձորագլուխ ; jusqu'en 1946 Gyulablu) est une communauté rurale du marz d'Aragatsotn, en Arménie. Elle compte 317 habitants en 2009.